# Rhamnus seravschanica
Rhamnus seravschanica är en brakvedsväxtart som först beskrevs av Vladimir Leontjevitj Komarov, och fick sitt nu gällande namn av R.V. Kamelin. Rhamnus seravschanica ingår i släktet getaplar, och familjen brakvedsväxter. Inga underarter finns listade i Catalogue of Life.